# Zarathustra (band)
Zarathustra is een Duitse blackmetalband. De teksten zijn over het algemeen anti-christelijk en nihilistisch. Ook zijn ze vaak terug te leiden naar de Perzische profeet Zarathustra of Zoroaster, waar de bandnaam vandaan komt. 
De band is opgericht in 1996 en nog steeds actief. 

## Bandleden
De recentste line up bestaat uit vijf bandleden, namelijk Desecrator (basgitaar), Mersus (drums), Kerberos (leadgitaar), Hurricane (zang), Massacre Ghoul (gitaar).
Voormalige bandleden zijn Manox (leadgitaar), Mentor (gitaar), Alastor (zang), Disruptor (gitaar), F.T. (bass).

## Discografie
- Black Perverted Agression - demo 1997
- Heroic Zarathustrian Heresy - demo 1998
- Dogma Antichrist - full-length-album 2000
- Heroic Zarathustrian Heresy - ep 2000
- Nihilistic Terror - ep 2003
- Perpetual Black Force - full-length-album 2003
- Contempt - ep 2005
- In Hora Mortis - ep 2006